# Se Intrometeu
Se Intrometeu este o melodie interpretată de cântărețul brazilian Michel Teló.Cântecul face pare din albumul Na balada. Se găsește doar în format AirPlay.

## Premii
| Clasament                                                    | Poziții în clasament |
| ------------------------------------------------------------ | -------------------- |
| Brazilia: Billboard Brasil Hot 100 Airplay                   | 21                   |
| Brazilia: Billboard Brasil Hot Popular Songs                 | 35                   |
| Brazilia: Billboard Brasil Regional Curitiba Hot Songs       | 61                   |
| Brazilia: Billboard Brasil Regional Porto Alegre Hot Songs   | 65                   |
| Brazilia: Billboard Brasil Regional Ribeirão Preto Hot Songs | 36                   |
| Brazilia: Billboard Brasil Regional Campinas Hot Songs       | 47                   |
| Brazilia: Billboard Brasil Regional Belo Horizonte Hot Songs | 36                   |
| Brazilia: Billboard Brasil Regional São Paulo Hot Songs      | 29                   |